# Societat Musical d'Algemesí
La Societat Musical d'Algemesí és sense dubte una de les associacions culturals de més importància i activitat de la ciutat d'Algemesí. Constituïda al voltant de la Banda Simfònica com a vèrtex principal, incorpora una Escola de Música de gran qualitat i diverses agrupacions instrumentals que amplien l'oferta musical tant de l'alumnat com dels professionals de la Societat. Amb el suport desinteressat de músics i Junta i el suport dels socis, la Societat Musical d'Algemesí espera seguir donant alegries i difonent la cultura musical per tot arreu.
L'Entitat pertany a la Federació de Societats Musicals de la Comunitat Valenciana i forma part de les agrupacions comarcals musicals de la Ribera Alta. Comparteix la seu amb el Centre Professional de Música i Dansa J.B. Cabanilles: la Casa de la Música.

## Història

### Dels inicis alseglexix
Per parlar de la història de la Societat Musical d'Algemesí, primer caldria parlar de la història de la Banda de Música d'Algemesí, ja que com en gran part de les nostres bandes, les societats musicals modernes, tal com les coneguem, naixeren a finals dels anys setanta de les mateixes bandes de música ja existents. La Banda de Música d'Algemesí no té una data concreta de naixement, encara que als estudis històrics realitzats, es troben els primers documents que hi fan referència a l'any 1837. Aquest document de l'any 1837, és una acta de l'Ajuntament on es narren els actes celebrats per l'aprovació d'una nova constitució, i en la que es fa referència a l'actuació de la banda de música de la Guàrdia local. Hi ha documents que podrien fer suposar un inici anterior, com rebuts per actuacions de músics en les festes de vaques o en les processons, encara que com no diuen d'on són els músics, no es poden considerar com a vàlids. La data de 1837, dona com a resultat que la Banda de Música d'Algemesí siga una de les més antigues de les nostres comarques, juntament amb d'altres com la de Llíria o Tavernes de la Valldigna, que es crearen a principis del segle xix.

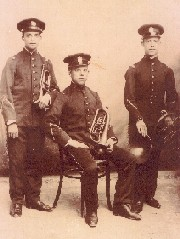
Músics de la Banda. Germans Alfredo, Olegario i Antonino Roig Camarasa. 1920 aprox.

Com totes les bandes de música que es crearen per aquells anys, el seu inici fou militar. Aquella època estigué plena d'enfrontaments militars, tant entre partidaris d'Isabel II, Carlistes, i els que eren contraris al regnat d'Isabel. Aquest clima bel·licista va fer que en els pobles amb un nombre important d'habitants es crearen grups militars de voluntaris, com el Voluntaris Realistes o els de la Milícia Nacional. De dintre d'aquestos destacaments naixerien les bandes de música, en un primer moment com a simples grups de tambors i corneta, passant amb el temps a ser diverses cornetes, i posteriorment a ser petites bandes musicals destinades a tocar en les revistes, sempre amb un caràcter purament militar. De l'any 1842, també hi ha un document que parla de les donacions fetes per nombrosos habitants del poble per a comprar instruments musicals per a la banda de música de la Milícia Nacional. Encara que la inestabilitat política fou constant al llarg del segle xix, amb la desaparició de les brigades de voluntaris als pobles, no desaparegueren les bandes de música, que passaren així a tenir un caràcter menys militar i més civil.
Seguint amb el pas del temps es troben nombrosos rebuts per les actuacions fetes per la banda de música a les festes locals, tant a la Mare de Déu, com les realitzades a les festes del Crist de l'Angúnia, i inclòs hi ha documents que parlen l'existència d'una segona banda de música formada entre els anys 1870 i 1885 anomenada "La Juventud". En aquests pocs anys d'existència es produïren diversos avalots entre els membres i partidaris d'ambdós agrupacions arribant inclús a decretar-se per l'Ajuntament la dissolució de les dos bandes de música.
A finals del segle xix es produeix un dels fets més importants, i que marcaria la història de la Banda de Música d'Algemesí. Aquest fet fou la participació en el primer Certamen de Bandes de Música Ciutat de València l'any 1886, i no sols important per participar en la primera edició, sinó que fou la primera a actuar, convertint-se així en la primera banda de música que actuà en aquest prestigiós concurs que s'ha convertit avui en dia. La veritat és que aquella primera edició, que se celebrà dins dels actes programats per la Fira de Juliol, va ser tot un fracàs, segons els diaris de l'època, ja que l'assistència de públic va ser mínima, fent inclòs que es plantejara la no celebració en anys posteriors. El que la Banda d'Algemesí actuara en primer lloc fou tota una casualitat, ja que l'ordre de participació es va decidir a sorts en aquell mateix dia. La celebració del concurs fou al passeig de "l'Alameda" en dos escenaris un enfront de l'altre en el que el públic se situà al mig i mentre una banda concursava l'altra es preparava a l'altre escenari. La Banda de Música d'Algemesí aconseguí el quart premi entre les més de deu bandes participants, amb la interpretació de la Marxa Final del 2n temps d'Aïda.

### El segle XX
La primera meitat del segle xx, va estar marcada com en tants altres àmbits de la societat espanyola per la Guerra Civil, que feu parar momentàniament l'activitat musical de la banda. En els anys anteriors l'agrupació musical havia estat en diversos períodes a càrrec de l'Ajuntament, encara que per una o altra causa, sempre acabaven separant-se o tornant-se a ajuntar. D'aquest període daten els diferents acords entre la Banda i l'Ajuntament signats als anys 1917 o 1921, en el que es poden observar el nom dels primers músics coneguts de l'agrupació.

#### De José Moreno Gans a Olegario Roig

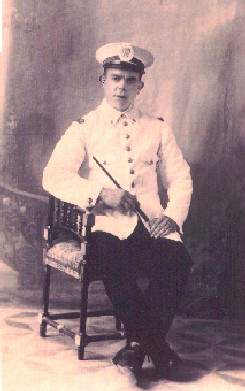
Olegario Roig Camarasa. Músic i director de la Banda d'Algemesí

D'aquesta època caldria nomenar músics que començaven la seua formació musical a l'escola de la banda i que després arribarien a ser coneguts alguns d'ells amb caràcter internacional. Entre aquests caldria fer referència en primer lloc a Josep Moreno Gans, gran compositor d'obres com "Pinceladas Goyescas" que seria Premi Nacional de composició o d'altres concerts per a piano amb els que tornaria a guanyar aquest Premi. Aquest compositor és un dels punts de referència dels grans músics que a donat el poble d'Algemesí, caldria recordar també al gran organista algemesinenc Joan Baptista Cabanilles.
Altre gran músic que començà en aquestos anys fou D. José Ferriz Llorens, el qual encara que prompte es trasllada a la població de Bunyol, començà els seus estudis musicals a la nostra localitat. Cal recordar que el Sr. Ferriz va ser director de l'Orquestra del Caire, a més de ser durant molts anys el director de la Banda Municipal de València.
També destacar la figura del músic, director i compositor Olegari Roig Camarasa, que encara que sense estudis musical al conservatori es convertí en un músic admirat a tota la comarca, tant pel seu domini del fiscorn com per les seues composicions de música popular.
Tots aquests grans músics es formaren a la Banda d'Algemesí a un període marcat per la figura de Carlos Castañer Pelechano. Músic i director local que es va fer càrrec de l'agrupació a diversos períodes entre finals del segle xix i primers del xx.

#### De la Guerra Civil fins a l'any 1978
Seguint cronològicament, després de la Guerra Civil, la Banda de Música passa a ser responsabilitat de l'Ajuntament, més concretament del Patronat Musical, prolongant-se aquesta situació fins a principis dels anys 70, encara que com en anteriors etapes, hi hagué moments de separació motivats en gran part per problemes econòmics. D'aquest període destaquen com a mestres del Patronat Ernesto Francés o Vicente Redondo, aquest últim també director de la Banda de Música.
A finals dels anys 40, fou molt important la figura del mestre director D. Miguel Esparza, que dirigí la banda des de 1947, i amb el que es van aconseguir nombrosos reconeixements artístics, com el Primer premi al concurs de Las Provincias, i el dels estudis CIFESA. Baix la seua batuta també s'aconseguí el primer premi al concurs d'Alberic així com el segon premi al concurs de bandes de Xàtiva l'any 1950. Altres directors de la Banda de música foren D. Eusebi Ribera, Ramon Ramírez, José Parejas o Francisco Tamarit Fayos. A finals dels anys 70, degut a problemes econòmics relacionats amb el director i l'Ajuntament, la Banda de Música, se separa del consistori i forma la nova Societat Musical d'Algemesí.

### Segle XXI
El 2008 tingué com a director Juan José Visquert.
El març de 2010 José Vicente Girbés deixà de ser el president passant el títol a Joaquín Borrás. Durant el 2010 patí dificultats econòmiques que provocaren que pujaren la quota que pagar.
El març de 2014 Raül Blasco Ortega és elegit president de la societat musical per votació sent candidat únic.
El 2016 va fer junt a l'organització amb la qual ocupa la seu, el Centre Professional de Música i Dansa J.B. Cabanilles, l'ampliació de la seu per necessitats d'espai.
El 2 de març de 2018, Eva Tortajada Rosa va ser elegida nova presidenta de la Societat Musical en la Assemblea Anual de Socis.

## Escola de Música
L'Escola de Música "Josep Moreno Gans" és el futur de la Societat, ja que la important tasca que realitza és la de formar futurs músics i amants de la música. Des de l'any 1996 el seu director és Òscar Albiach. Amb un ampli ventall de professionals docents de diverses especialitats musicals aporten a l'alumnat els coneixements necessaris i l'ensenyament instrumental. Instrumental de vent, percussió, corda i piano conformen una aposta important i que, conjuntament amb el nivell ofert pels seus docents, ha servit per fer de l'Escola un punt de referència a nivell local i comarcal per a l'aprenentatge musical. Cal destacar també, que existeixen classes d'adults en horaris convenients per a treballadors i que es realitzen un seguit d'activitats. Durant l'any es realitzen nombroses activitats complementàries entre les q destaquen; Audicions generals d'alumnes al Teatre Municipal, Audicions d'aula amb els alumnes de les diferents especialitats instrumentals, una Convivència Musical al mes de juny i una Escola d'Estiu Musical al mes de juliol.
Des del curs 2017-18 l'Escola de Música també organitza classes extraescolars musicals a diversos col·legis d'Algemesí.

## Agrupacions
Descrita anteriorment, la principal agrupació de la Societat Musical és la Banda Simfònica d'Algemesí, però
al llarg del temps diverses i variades agrupacions musicals han anat sorgint. Una de les més antigues és la Banda Juvenil, formada a l'any 1992, actualment dirigida per Jordi Girbés i on els futurs músics tenen l'oportunitat d'adquirir experiència bandística necessària. Actualment està formada pels alumnes de vent i percussió de l'Escola de Música del curs 4t d'ensenyances elementals i pels alumnes d'ensenyances professionals no oficials. Amb un seguit d'activitats durant el curs i la seva pròpia programació de concerts i audicions complementen l'activitat de la Societat Musical.
També formada pels alumnes de vent i percussió dels cursos 2n i 3r d'ensenyances elementals, l'Escola de Música compta amb la Banda Infantil. Agrupació dirigida actualment per Òscar Albiach, composta per uns cinquanta alumnesi que participa al llarg del curs en diverses audicions generals.
Pel que respecta als instruments de corda, diverses agrupacions formen part de la Societat Musical.
La més rellevant d'elles l'Orquestra "José Moreno Gans", actualment dirigida per Jordi Girbés i composta per uns 20 músics. En aquesta agrupació es formen els alumnes de 4t curs de corda fregada, els de grau professional no oficial i també hi participen ja de forma amateur antics alumnes.
Per als alumnes de 2n i 3r de corda fregada l'Escola de Música compta amb diversos grups de càmbra dirigits per la professora Merxe Fresquet.
La Societat Musical també compta entre les seues agrupacions amb dos Conjunts Corals dirigits actualment per Daniel Gallego. La Coral Infantil, composta per alumnes de l'Escola de Música i la Coral de majors composta pels alumnes adults i per diversos aficionats a la música coral.
Per completar la formació musical col·lectiva a l'Escola de Música, nombrosos grups de cambra assagen setmanalment i participen en les diverses audicions generals i d'aula programades al llarg del curs.
Tampoc no podem oblidar a Músics sense Fronteres, que impulsada per Jesús Asensi i recolzada en tot moment per la Societat Musical s'ha convertit en un referent amb el seguit d'actes de voluntariat musical que realitzen a diverses localitats, principalment a l'època estival.